# Alieni iuris
La locuzione latina ellittica alieni iuris veniva utilizzata tecnicamente dai giuristi romani in luogo della più completa alieni iuris subiectae per indicare le persone che erano soggette al potere di qualcuno. Contrapposto al concetto di alieni iuris vi era quello di sui iuris, che stava ad indicare, invece, coloro che non erano soggetti al potere di altri individui.
Il giurista romano Gaio descrive la differenza tra le due espressioni antitetiche in questi termini: G.1.48 «Sequitur de iure personarum alia divisio. Nam quaedam personae sui iuris sunt, quaedam alieno iuri sunt subiectae» (Trad. Segue un'ulteriore distinzione sulla condizione giuridica delle persone. Infatti, alcune persone sono sui iuris, altre sono soggette ad un potere giuridico altrui.
Più in particolare si poteva divenire alieni iuris:
- o perché sottoposti alla potestas (patria nel caso dei figli o dominica nel caso si trattasse di schiavi)
- o perché sottoposti alla manus (è il caso delle mogli)
- ovvero perché sottoposti al mancipium (qualora il pater familias avesse ceduto una persona a lui sottoposta con l'atto della mancipatio).

Le conseguenze giuriche per gli alieni iuris erano particolarmente svantaggiose. Ad essi infatti non spettava alcun diritto nel campo dello ius privatum.